# Maquis (spansk motståndsrörelse)

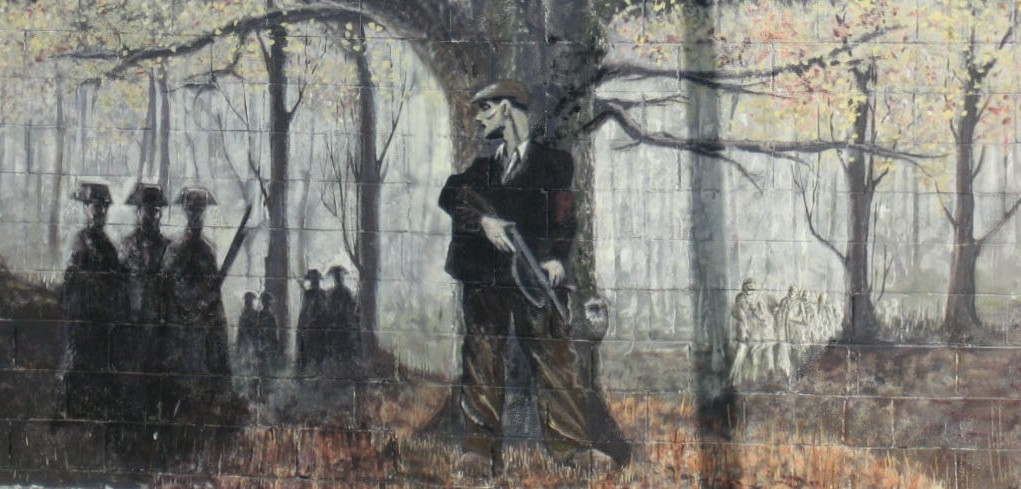
Muralmålning på en vägg i Sallent de Llobregat, till minne av de spanska maquis.

Maquis eller ”bergsgerilla” var en spansk motståndsrörelse mot francoregimen. Den bildades i Spanien efter spanska inbördeskriget och verkade under andra världskriget. 
Det nästan omedelbara utbrottet av andra världskriget överraskade en stor del av de före detta republikanska kombattanterna på franskt territorium; många av dem gick med i den franska motståndsrörelsen och bildade den spanska gerillagruppen. Från och med 1944, med de tyska arméerna på reträtt, omdirigerade många av dessa gerillasoldater sin antifascistiska kamp mot Spanien. Trots misslyckandet med invasionen av Arandalen samma år, lyckades vissa styrkor ta sig inåt i landet och få kontakt med de grupper som varit kvar i bergen sedan 1939. 
Gerillans mest framgångsrika period var mellan 1945 och 1947. 1948 gjorde Stalin klart att den kommunistiska gerillan i Spanien måste avvecklas. Från och med detta år intensifierades det frankoistiska förtrycket, vilket så småningom gjorde slut på motståndsgrupperna. Många av dess medlemmar dödades eller arresterades (vilket i många fall också innebar döden), medan andra flydde till Frankrike eller Marocko. När det blev tydligt att de allierade skulle komma att acceptera Francos regim, lade maquis ner kampen. 1952 evakuerades de sista viktiga kontingenten. De som fortfarande gjorde motstånd i bergen och vägrade välja mellan exil eller döden kämpade sedan dess nästan uteslutande för sin överlevnad.
Trots förändringen i ståndpunkt för Spaniens kommunistiska parti i juni 1956, föreslagen av Santiago Carrillo genom parollen och det politiska målet "nationell försoning", kan man säga att slutet för maquis kom när Ramón Vila dödades 1963 och José Castro 1965.
År 1991, i Santa Cruz de Moya (Cuenca), restes ett monument över den spanska gerillan, kanske det enda i Spanien, ett verk av Javier Florén Bueno.